# Tito Valencia
Tito Johan Valencia Gómez (Esmeraldas, Ecuador; 5 de enero de 1991) es un futbolista ecuatoriano. Juega de lateral derecho y su equipo actual es Técnico Universitario de la Serie A de Ecuador.

## Trayectoria

### Liga Deportiva Universitaria
Inicio las formativas en Liga Deportiva Universitaria.

### Audaz Octubrino
En 2009 es cedido al Club Social y Deportivo Audaz Octubrino.

### Liga de Loja
En los años 2010 y 2011 ficha por Liga de Loja.

### América de Quito
En el año 2012 entrena con el América de Quito.

### Deportivo Quevedo
A medidas del año 2012 ficha por el Deportivo Quevedo, destacándose por su velocidad y explosividad.

### El Nacional
Para la temporada 2014 llega a préstamo al El Nacional, donde tiene una gran temporada destacándose por velocidad y explosividad en el ataque en club militar.

### Barcelona S. C.
En el año 2015 ficha por Barcelona Sporting Club. Se coronó campeón en la temporada 2016. En la próxima temporada 2017 sufre una terrible lesión similar a la de Antonio Valencia.

## Selección nacional
Fue llamado a un microciclo de la selección de Ecuador, previo al Mundial de Brasil 2014 donde Ecuador (conformado por jugadores locales), enfrentó al equipo de extranjeros (conformado por los extranjeros que juegan en la liga ecuatoriana), se jugaron dos partidos.

## Estadísticas

### Clubes
Actualizado al último partido disputado el 24 de marzo de 2024.
| Club                                   | Div.                | Temporada           | Liga  | Liga  | Copas nacionales | Copas nacionales | Copas internacionales | Copas internacionales | Total | Total |
| Club                                   | Div.                | Temporada           | Part. | Goles | Part.            | Goles            | Part.                 | Goles                 | Part. | Goles |
| -------------------------------------- | ------------------- | ------------------- | ----- | ----- | ---------------- | ---------------- | --------------------- | --------------------- | ----- | ----- |
| Liga Deportiva Universitaria · Ecuador | 1.ª                 | 2008                | 1     | 0     | —                | —                | —                     | —                     | 1     | 0     |
| Liga Deportiva Universitaria · Ecuador | Total club          | Total club          | 1     | 0     | 0                | 0                | 0                     | 0                     | 1     | 0     |
| Audaz Octubrino · Ecuador              | 3.ª                 | 2009                | 19    | 5     | —                | —                | —                     | —                     | 19    | 5     |
| Audaz Octubrino · Ecuador              | Total club          | Total club          | 19    | 5     | 0                | 0                | 0                     | 0                     | 19    | 5     |
| Liga de Loja · Ecuador                 | 2.ª                 | 2010                | 24    | 4     | —                | —                | —                     | —                     | 24    | 4     |
| Liga de Loja · Ecuador                 | 1.ª                 | 2011                | 19    | 1     | —                | —                | —                     | —                     | 19    | 1     |
| Liga de Loja · Ecuador                 | Total club          | Total club          | 43    | 5     | 0                | 0                | 0                     | 0                     | 43    | 5     |
| América de Quito · Ecuador             | 3.ª                 | 2012                | 17    | 8     | —                | —                | —                     | —                     | 17    | 8     |
| América de Quito · Ecuador             | Total club          | Total club          | 17    | 8     | 0                | 0                | 0                     | 0                     | 17    | 8     |
| Deportivo Quevedo · Ecuador            | 2.ª                 | 2012                | 13    | 0     | —                | —                | —                     | —                     | 13    | 0     |
| Deportivo Quevedo · Ecuador            | 1.ª                 | 2013                | 21    | 4     | —                | —                | —                     | —                     | 21    | 4     |
| Deportivo Quevedo · Ecuador            | Total club          | Total club          | 34    | 4     | 0                | 0                | 0                     | 0                     | 34    | 4     |
| El Nacional · Ecuador                  | 1.ª                 | 2014                | 40    | 8     | —                | —                | —                     | —                     | 40    | 8     |
| Barcelona S. C. · Ecuador              | 1.ª                 | 2015                | 25    | 4     | —                | —                | 3                     | 0                     | 28    | 4     |
| Barcelona S. C. · Ecuador              | 1.ª                 | 2016                | 19    | 1     | —                | —                | 2                     | 0                     | 21    | 1     |
| Barcelona S. C. · Ecuador              | 1.ª                 | 2017                | 21    | 0     | —                | —                | 6                     | 0                     | 27    | 0     |
| Barcelona S. C. · Ecuador              | 1.ª                 | 2018                | 16    | 0     | —                | —                | 0                     | 0                     | 16    | 0     |
| Barcelona S. C. · Ecuador              | 1.ª                 | 2019                | 1     | 0     | 1                | 0                | 0                     | 0                     | 2     | 0     |
| El Nacional · Ecuador                  | 1.ª                 | 2019                | 4     | 0     | 0                | 0                | —                     | —                     | 4     | 0     |
| El Nacional · Ecuador                  | 1.ª                 | 2020                | 16    | 1     | 0                | 0                | 1                     | 0                     | 17    | 1     |
| El Nacional · Ecuador                  | Total club          | Total club          | 60    | 9     | 0                | 0                | 1                     | 0                     | 61    | 9     |
| 9 de Octubre F. C. · Ecuador           | 1.ª                 | 2021                | 27    | 0     | 2                | 0                | —                     | —                     | 29    | 0     |
| 9 de Octubre F. C. · Ecuador           | Total club          | Total club          | 27    | 0     | 2                | 0                | 0                     | 0                     | 29    | 0     |
| Barcelona S. C. · Ecuador              | 1.ª                 | 2022                | 11    | 0     | 1                | 0                | 0                     | 0                     | 12    | 0     |
| Barcelona S. C. · Ecuador              | Total club          | Total club          | 93    | 5     | 2                | 0                | 11                    | 0                     | 106   | 5     |
| Técnico Universitario · Ecuador        | 1.ª                 | 2023                | 0     | 0     | —                | —                | —                     | —                     | 0     | 0     |
| Técnico Universitario · Ecuador        | 1.ª                 | 2024                | 2     | 0     | 0                | 0                | 0                     | 0                     | 2     | 0     |
| Técnico Universitario · Ecuador        | Total club          | Total club          | 2     | 0     | 0                | 0                | 0                     | 0                     | 2     | 0     |
| Total en su carrera                    | Total en su carrera | Total en su carrera | 296   | 36    | 4                | 0                | 12                    | 0                     | 312   | 36    |
| 1. 2.                                  |                     |                     |       |       |                  |                  |                       |                       |       |       |

### Participaciones internacionales
| Torneo                 | Club            | Resultado        |
| ---------------------- | --------------- | ---------------- |
| Copa Libertadores 2006 | Liga de Quito   | Cuartos de final |
| Copa Sudamericana 2006 | Liga de Quito   | Fase preliminar  |
| Copa Libertadores 2007 | Liga de Quito   | Segunda fase     |
| Copa Libertadores 2008 | Liga de Quito   | Campeón          |
| Copa Sudamericana 2008 | Liga de Quito   | Octavos de final |
| Copa Libertadores 2015 | Barcelona S. C. | Segunda fase     |
| Copa Sudamericana 2016 | Barcelona S. C. | Primera fase     |
| Copa Libertadores 2017 | Barcelona S. C. | Semifinales      |
| Copa Sudamericana 2018 | Barcelona S. C. | Primera fase     |

## Palmarés

### Campeonatos nacionales
| Título             | Club         | País    | Año  |
| ------------------ | ------------ | ------- | ---- |
| Serie B de Ecuador | Liga de Loja | Ecuador | 2010 |
| Serie A de Ecuador | Barcelona    | Ecuador | 2016 |

### Campeonatos internacionales
| Título            | Club                         | País    | Año  |
| ----------------- | ---------------------------- | ------- | ---- |
| Copa Libertadores | Liga Deportiva Universitaria | Ecuador | 2008 |